# 渡辺武信

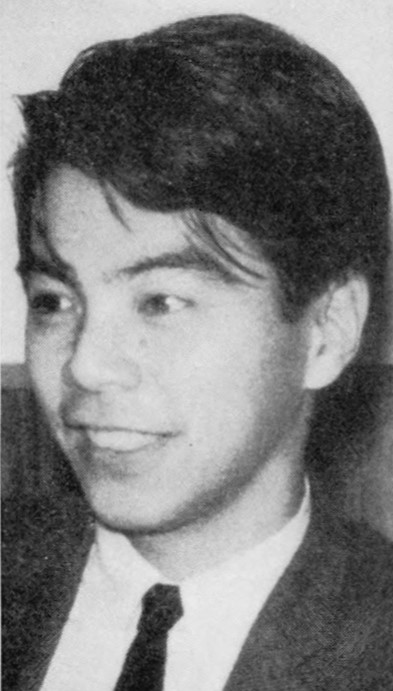
『現代詩大系 4』（思潮社、1967年）より

渡辺 武信（わたなべ たけのぶ、1938年1月10日 - 2024年9月8日）は、日本の詩人・建築家・映画評論家。

## 来歴・人物
神奈川県横浜市生まれ。東京教育大学附属高等学校（現・筑波大学附属高等学校）を経て東京大学工学部建築学科卒。
大学在学中に、天沢退二郎、鈴木志郎康らと『赤門詩人』を創刊。1960年『暴走』、1961年『×(バッテン)』を創刊。
両誌が合流し、1964年『凶区』創刊。同人には天沢・鈴木の他、菅谷規矩雄、藤田治、彦坂紹男、秋元潔、山本道子、野沢暎、高野民雄らがおり、のちに金井美恵子が加入。
1969年東京大学大学院工学系研究科建築学専攻博士課程単位取得満期退学。大学院在籍中よりアトリエ事務所、渡辺武信設計室を開設。
作詞家の松本隆は渡辺の詩に強く影響を受けており、『現代詩文庫　続・渡辺武信詩集』に解説を寄せている。
2024年9月8日、虚血性心疾患のため死去。86歳没。

## 著書
- まぶしい朝・その他の朝 詩集 国文社 1961
- 熱い眠り 詩集 新芸術社 1964
- 夜をくぐる声 詩集 思潮社 1965
- 詩的快楽の行方 戦後詩の状況とその詩人たち 思潮社 1969 (現代の批評叢書）
- 渡辺武信詩集 思潮社 1970 (現代詩文庫）
- 歳月の御料理 詩集 思潮社 1972
- ヒーローの夢と死 映画的快楽の行方 思潮社 1972
- 大きな都市小さな部屋 鹿島研究所出版会 1974 (SD選書)
- 映画は存在する スクリーンを信じ続ける作家たち サンリオ出版 1975
- 映画的神話の再興 スクリーンは信じ得るか 未來社 1979.5
- 過ぎゆく日々 詩集 矢立出版 1980.10
- 日活アクションの華麗な世界 上中下 未來社 1981-82
- 住まい方の思想 私の場をいかにつくるか 1983.8 (中公新書)
- 住まいの収納100章 林田研共著 鹿島出版会 1987.2
- 住まい方の演出 私の場を支える仕掛けと小道具 1988.10 (中公新書)
- 住まい方の実践 ある建築家の仕事と暮らし 1997.2 (中公新書)
- 銀幕のインテリア 読売新聞社 1997.10
- 住まいのつくり方 建築家といかに出会い、いかに建てるか 2004.9 (中公新書)
- 続・渡辺武信詩集 思潮社 2007.7 (現代詩文庫）
- 移動祝祭日 『凶区』へ、そして『凶区』から 思潮社 2010.11

## 翻訳
- 建築家なしの建築 バーナード・ルドフスキー 鹿島出版会 1976 (都市住宅別冊）
- 驚異の工匠たち 知られざる建築の博物誌 ルドフスキー 鹿島出版会 1981.3
- スターダム ハリウッド現象の光と影 アレグザンダー・ウォーカー 渡辺葉子共訳 フィルムアート社 1988.7
- 摩天楼 アメリカの夢の尖塔 ポール・ゴールドバーガー 鹿島出版会 1988.7
- バックミンスター・フラー マーティン・ポーリー 相田武文共訳 鹿島出版会 1994.5